# Sèra
Ne doit pas être confondu avec Sera ou Serra.
Sèra est une localité située dans le département de Boussouma de la province du Sanmatenga dans la région Centre-Nord au Burkina Faso.

## Géographie
Sèra se trouve à environ 12 km de Kaya.

## Économie
L'économie du village est essentiellement basée sur l'agropastoralisme. Cependant, en mai 2020, de petits filons d'or découverts sur le territoire de Sèra, dans le secteur de Salagui, ont transformé la zone avec une exploitation artisanale aurifère dans des conditions non sécuritaires, entrainant éboulements et morts.

## Éducation et santé
Le centre de soins le plus proche de Sèra est le centre médical avec antenne chirurgicale (CMA) de Boussouma tandis que le centre hospitalier régional (CHR) se trouve à Kaya.
Sèra possède une école primaire privée.

## Religion
Le village fait partie de la paroisse de Boussouma rattachée au diocèse de Kaya.